# Lycaena bellona
Lycaena bellona är en fjärilsart som beskrevs av Grum-grshimailo 1888. Lycaena bellona ingår i släktet Lycaena och familjen juvelvingar. Inga underarter finns listade i Catalogue of Life.